# Historique des indicatifs régionaux de la Floride

Carte de la Floride avec les territoires de ses fuseaux horaires et ses indicatifs régionaux.

Cet article décrit les étapes de l'introduction des indicatifs régionaux du Plan de numérotation nord-américain dans l'État de la Floride aux États-Unis.

## Historique
De 1947 (date de l'implantation du Plan de numérotation nord-américain) à 1953, l'indicatif 305 couvrait tout l'État de la Floride. Cet indicatif est l'un des indicatifs originaux du Plan de numérotation nord-américain.
En 1953, une scission de l'indicatif 305 a créé l'indicatif 813 qui couvrait alors la côte ouest de l'État.
En 1965, une seconde scission de l'indicatif 305 a créé l'indicatif 904 qui couvrait alors le nord de l'État.
En 1988, une troisième scission de l'indicatif 305 a créé l'indicatif 407 qui couvrait la région d'Orlando.
Au cours des vingt dernières années, treize autres indicatifs régionaux ont été introduits en Floride. L'État compte maintenant 17 indicatifs régionaux.
Un dix-huitième indicatif, l'indicatif 689, sera probablement ajouté par chevauchement sur les indicatifs 407 et 321 à une date non encore déterminée.